# Ron Griffiths
Ron Griffiths (* 2. Oktober 1946 in Swansea; eigentlich Ronald Llewellyn Griffiths) ist ein ehemaliger britischer Rockmusiker, der vor allem als Gitarrist und Sänger der Band The Iveys bekannt wurde, der Band, die sich später Badfinger nannte.
In jungen Jahren sang er im Schulchor und als Teenager begann er sich für instrumentale Rock-’n’-Roll-Bands wie The Shadows und The Ventures zu begeistern. Als Folge dessen begann er E-Bass zu lernen. 1963 trat er seiner ersten Band den Jaguars bei. Während dieser Zeit lernte er Pete Ham kennen, der bei einem lokalen Auftritt auf ihn aufmerksam geworden war und ihn fragte, ob er seiner neuen Band den Wild Ones beitreten wolle. Griffiths willigte ein und er war es auch, der die Idee für eine Umbenennung der Band in The Iveys hatte (der Ivey Place ist eine Straße in Swansea).
Zuerst spielte die Band im Vorprogramm von Stars wie The Moody Blues oder Roy Orbison, wo Griffiths seine überdurchschnittlichen Gesangstalente unter Beweis stellen konnte. Außerdem begann er Songs zu schreiben, von denen die meisten jedoch untergingen. Auf dem Debütalbum der Iveys Maybe Tomorrow befindet sich lediglich ein Song von ihm, Dear Angie. Der Song wurde immerhin in Japan als Single veröffentlicht.
Einige Zeit später heiratete Griffiths und seine Frau bekam ein Kind, sodass er begann sich mehr und mehr von der Band abzusondern. 1969, kurz nach dem die Iveys den Song Come and Get It aufgenommen hatten, der ihnen weltweiten Ruhm bescheren sollte, verließ Griffiths die Band und begann in einer Fabrik in Wales zu arbeiten. Er wurde durch Joey Molland ersetzt. Kurze Zeit später benannten sich die Iveys in Badfinger um. Auf deren Debütalbum Magic Christian Music befindet sich ein weiteres Mal der Griffiths-Song Dear Angie.